# 해리고등학교
해리고등학교(海里高等學校)는 대한민국 전북특별자치도 고창군 해리면 하련리에 있는 공립 고등학교이다.

## 학교 연혁
- 1972년 1월 14일 : 해리종합고등학교 설립 인가
- 1972년 3월 8일 : 개교, 초대 김대기 교장 취임
- 1974년 3월 1일 : 해리고등학교로 교명 변경
- 1974년 7월 10일 : 해리중학교에서 현 위치로 이전
- 2024년 9월 1일 : 제 21대 서원준 교장 취임
- 2024년 12월 31일 : 제51회 졸업식 (졸업생 수 4,535명)

## 참고 자료
- 해리고등학교 - 한국교육학술정보원 학교알리미